# Jan III Scholastyk
Jan III Scholastyk, gr. Ιωάννης Γ΄ Σχολαστικός (ur. ok. 503, zm. 31 sierpnia 577) – patriarcha Konstantynopola w latach 565–577.

## Życiorys
Niewiele wiadomo o jego biskupiej karierze. Siedem miesięcy jego patriarszej po nominacji zmarł Justynian. Nowy cesarz Justyn II został koronowany przez patriarchę 14 listopada 565 r. Zmarł kilka miesięcy przed Justynem II.
Jest świętym Kościoła prawosławnego. 